# Beschorneria rigida
Beschorneria rigida là một loài thực vật có hoa trong họ Măng tây. Loài này được Rose mô tả khoa học đầu tiên năm 1909.

## Hình ảnh

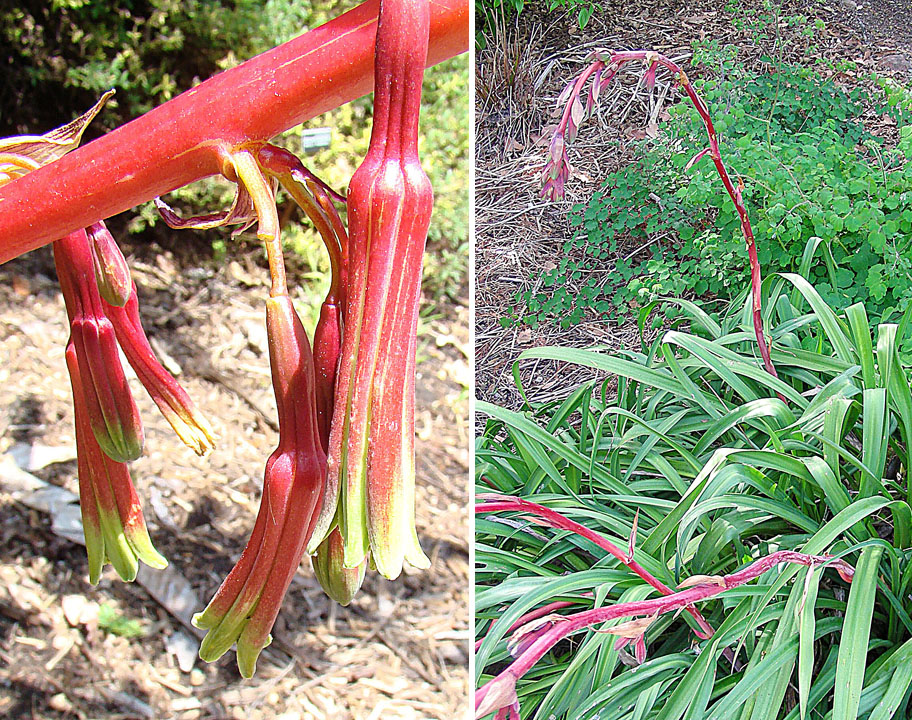